# Liste des chapelles de la Haute-Vienne
La liste des chapelles de la Haute-Vienne présente les chapelles de culte catholique situées sur le territoire des communes des départements français de la Haute-Vienne .
Il est fait état des diverses protections dont elles peuvent bénéficier, et notamment les inscriptions et classements au titre des monuments historiques.
Toutes sont situées dans le diocèse de Limoges.

## Liste
| Chapelle                                                                           | Commune                    | Adresse | Coordonnées                      | Notice         | Protection                                                    | Date        | Illustration                                                     |
| ---------------------------------------------------------------------------------- | -------------------------- | ------- | -------------------------------- | -------------- | ------------------------------------------------------------- | ----------- | ---------------------------------------------------------------- |
| Chapelle de la Vierge-et-Saint-Jean de Tarn                                        | Aixe-sur-Vienne            |         | 45° 47′ 40″ nord, 1° 07′ 24″ est | « IA00123183 » | Inscrit MH                                                    | 1926        | Chapelle de la Vierge-et-Saint-Jean de Tarn                      |
| Chapelle du sanctuaire Notre-Dame d'Arliquet                                       | Aixe-sur-Vienne            |         | 45° 47′ 59″ nord, 1° 09′ 16″ est |                |                                                               |             | Image manquante Téléverser                                       |
| Chapelle de l'école privée du Sauveur d'Aixe-sur-Vienne                            | Aixe-sur-Vienne            |         | 45° 47′ 48″ nord, 1° 08′ 25″ est |                |                                                               |             | Image manquante Téléverser                                       |
| Chapelle du château de Losmonerie                                                  | Aixe-sur-Vienne            |         | 45° 49′ 14″ nord, 1° 07′ 09″ est |                |                                                               |             | Chapelle du château de Losmonerie                                |
| Chapelle Notre-Dame-de-la-Libération d'Ambazac                                     | Ambazac                    |         | 45° 57′ 15″ nord, 1° 23′ 34″ est |                |                                                               |             | Chapelle Notre-Dame-de-la-Libération d'Ambazac                   |
| Chapelle Saint-Psalmet de Puy de la Garde                                          | Ambazac                    |         | 45° 59′ 54″ nord, 1° 25′ 02″ est |                |                                                               |             | Chapelle Saint-Psalmet de Puy de la Garde                        |
| Chapelle du Grand Muret                                                            | Ambazac                    |         | 45° 56′ 49″ nord, 1° 23′ 01″ est |                |                                                               |             | Image manquante Téléverser                                       |
| Chapelle Saint-Jean-Baptiste d'Augne                                               | Augne                      |         | 45° 46′ 45″ nord, 1° 43′ 45″ est |                |                                                               |             | Image manquante Téléverser                                       |
| Chapelle de la Gasne                                                               | Bellac                     |         | 46° 06′ 32″ nord, 1° 02′ 04″ est |                |                                                               |             | Image manquante Téléverser                                       |
| Chapelle de l'hôpital et maternité de Bellac                                       | Bellac                     |         | 46° 07′ 26″ nord, 1° 03′ 43″ est |                |                                                               |             | Image manquante Téléverser                                       |
| Chapelle des Pénitents de Bellac                                                   | Bellac                     |         | 46° 07′ 06″ nord, 1° 03′ 00″ est |                |                                                               |             | Image manquante Téléverser                                       |
| Chapelle du Gui Noir                                                               | Bellac                     |         | 46° 06′ 43″ nord, 1° 02′ 34″ est |                |                                                               |             | Image manquante Téléverser                                       |
| Chapelle Notre-Dame-de-Lorette de Saint-Sauveur                                    | Bellac                     |         | 46° 06′ 38″ nord, 1° 03′ 35″ est |                |                                                               |             | Image manquante Téléverser                                       |
| Chapelle de Blond                                                                  | Blond                      |         | 46° 02′ 36″ nord, 1° 00′ 52″ est |                |                                                               |             | Chapelle de Blond                                                |
| Chapelle Saint-Nicolas-de-Myre de Courbefy                                         | Bussière-Galant            |         | 45° 35′ 19″ nord, 1° 03′ 12″ est |                |                                                               |             | Chapelle Saint-Nicolas-de-Myre de Courbefy                       |
| Chapelle Saint-Roch de la Boissonnie                                               | Champagnac-la-Rivière      |         | 45° 40′ 42″ nord, 0° 55′ 00″ est |                |                                                               |             | Image manquante Téléverser                                       |
| Chapelle Saint-Roch de la Courrière                                                | Champsac                   |         | 45° 42′ 27″ nord, 0° 57′ 24″ est |                |                                                               |             | Chapelle Saint-Roch de la Courrière                              |
| Chapelle Notre-Dame de Puy de Bar                                                  | Château-Chervix            |         | 45° 35′ 25″ nord, 1° 21′ 05″ est |                |                                                               |             | Image manquante Téléverser                                       |
| Chapelle Notre-Dame-de-Toute-Bonté                                                 | Châteauponsac              |         | 46° 08′ 04″ nord, 1° 16′ 24″ est |                |                                                               |             | Chapelle Notre-Dame-de-Toute-Bonté                               |
| Chapelle du Bois-du-Rat                                                            | Cieux                      |         | 45° 59′ 46″ nord, 0° 58′ 43″ est | « PA87000014 » | Inscrit MH                                                    | 2000        | Chapelle du Bois-du-Rat                                          |
| Chapelle du cimetière de Cognac-la-Forêt                                           | Cognac-la-Forêt            |         | 45° 50′ 03″ nord, 1° 00′ 25″ est |                |                                                               |             | Image manquante Téléverser                                       |
| Chapelle de Chauffaille                                                            | Coussac-Bonneval           |         | 45° 29′ 36″ nord, 1° 21′ 02″ est |                |                                                               |             | Image manquante Téléverser                                       |
| Chapelle de la Madone de Coussac-Bonneval                                          | Coussac-Bonneval           |         | 45° 30′ 32″ nord, 1° 18′ 57″ est |                |                                                               |             | Chapelle de la Madone de Coussac-Bonneval                        |
| Chapelle Notre-Dame de Biaugeas                                                    | Coussac-Bonneval           |         | 45° 33′ 09″ nord, 1° 18′ 00″ est |                |                                                               |             | Image manquante Téléverser                                       |
| Chapelle orthodoxe du château de Coussac-Bonneval                                  | Coussac-Bonneval           |         | 45° 30′ 50″ nord, 1° 19′ 31″ est |                |                                                               |             | Image manquante Téléverser                                       |
| Chapelle Saint-Martin de Saint-Martin du Fault                                     | Couzeix                    |         | 45° 53′ 31″ nord, 1° 10′ 45″ est |                |                                                               |             | Chapelle Saint-Martin de Saint-Martin du Fault                   |
| Chapelle castrale dite aussi le temple de Cromières                                | Cussac                     |         | 45° 42′ 44″ nord, 0° 50′ 00″ est |                |                                                               |             | Image manquante Téléverser                                       |
| Chapelle de la Commanderie                                                         | Droux                      |         | 46° 10′ 39″ nord, 1° 11′ 21″ est |                |                                                               |             | Image manquante Téléverser                                       |
| Chapelle du château de Veyvialle                                                   | Eybouleuf                  |         | 45° 47′ 56″ nord, 1° 30′ 06″ est |                |                                                               |             | Image manquante Téléverser                                       |
| Chapelle de l'hôpital d'Eymoutiers                                                 | Eymoutiers                 |         | 45° 44′ 16″ nord, 1° 44′ 29″ est |                |                                                               |             | Image manquante Téléverser                                       |
| Chapelle Saint-Gilles d'Eymoutiers                                                 | Eymoutiers                 |         | 45° 44′ 26″ nord, 1° 44′ 48″ est |                |                                                               |             | Image manquante Téléverser                                       |
| Chapelle du Ponteix                                                                | Feytiat                    |         | 45° 48′ 38″ nord, 1° 18′ 09″ est |                |                                                               |             | Image manquante Téléverser                                       |
| Chapelle de Fromental                                                              | Fromental                  |         | à géolocaliser                   |                |                                                               |             | Image manquante Téléverser                                       |
| Chapelle du château du Caillaud                                                    | Isle                       |         | à géolocaliser                   |                |                                                               |             | Image manquante Téléverser                                       |
| Chapelle du Puyjoubert                                                             | La Geneytouse              |         | 45° 46′ 46″ nord, 1° 27′ 53″ est |                |                                                               |             | Image manquante Téléverser                                       |
| Chapelle Notre-Dame des Allois                                                     | La Geneytouse              |         | 45° 47′ 37″ nord, 1° 25′ 19″ est |                |                                                               |             | Chapelle Notre-Dame des Allois                                   |
| Chapelle Notre-Dame-du-Rocher de La Meyze                                          | La Meyze                   |         | 45° 36′ 23″ nord, 1° 12′ 36″ est |                |                                                               |             | Image manquante Téléverser                                       |
| Chapelle Sainte-Thérèse-de-Lisieux de Champsiaux                                   | La Meyze                   |         | 45° 34′ 38″ nord, 1° 11′ 23″ est |                |                                                               |             | Image manquante Téléverser                                       |
| Chapelle de l'hôpital du Dorat                                                     | Le Dorat                   |         | 46° 13′ 03″ nord, 1° 04′ 38″ est |                |                                                               |             | Image manquante Téléverser                                       |
| Chapelle de l'hospice de Grandchamp                                                | Le Dorat                   |         | 46° 12′ 27″ nord, 1° 05′ 40″ est |                |                                                               |             | Chapelle de l'hospice de Grandchamp                              |
| Chapelle des Sœurs de Marie-Joseph et de la Miséricorde du Dorat                   | Le Dorat                   |         | 46° 12′ 48″ nord, 1° 04′ 54″ est |                |                                                               |             | Chapelle des Sœurs de Marie-Joseph et de la Miséricorde du Dorat |
| Chapelle Notre-Dame de la Cité de Cité du Parc                                     | Le Palais-sur-Vienne       |         | 45° 52′ 32″ nord, 1° 19′ 48″ est |                |                                                               |             | Image manquante Téléverser                                       |
| Chapelle devenue habitation du Puy Mathieu                                         | Le Vigen                   |         | 45° 43′ 24″ nord, 1° 15′ 19″ est |                |                                                               |             | Image manquante Téléverser                                       |
| Chapelle Saint-Martin des Cosses                                                   | Le Vigen                   |         | 45° 44′ 25″ nord, 1° 16′ 18″ est |                |                                                               |             | Image manquante Téléverser                                       |
| Chapelle du cimetière des Salles-Lavauguyon                                        | Les Salles-Lavauguyon      |         | 45° 44′ 30″ nord, 0° 41′ 57″ est |                |                                                               |             | Image manquante Téléverser                                       |
| Chapelle Saint-Aurélien de Limoges                                                 | Limoges                    |         | 45° 49′ 42″ nord, 1° 15′ 26″ est | « PA00100334 » | Inscrit MH                                                    | 1943        | Chapelle Saint-Aurélien de Limoges                               |
| Chapelle des Carmélites de Limoges                                                 | Limoges                    |         | 45° 51′ 30″ nord, 1° 13′ 54″ est | « PA87000040 » | Inscrit MH La façade de la chapelle des Carmélites ; Radié MH | 1947 ; 2010 | Image manquante Téléverser                                       |
| Chapelle de l'école privée Ozanam de Limoges                                       | Limoges                    |         | 45° 49′ 43″ nord, 1° 15′ 12″ est |                |                                                               |             | Image manquante Téléverser                                       |
| Chapelle de l'hôpital psychiatrique Esquirol anciennement Naugeat de Limoges       | Limoges                    |         | 45° 49′ 03″ nord, 1° 14′ 30″ est |                |                                                               |             | Image manquante Téléverser                                       |
| Chapelle de l'institution privée Beaupeyrat de Limoges                             | Limoges                    |         | 45° 49′ 39″ nord, 1° 15′ 20″ est |                |                                                               |             | Image manquante Téléverser                                       |
| Chapelle du monastère des Clarisses de Limoges                                     | Limoges                    |         | 45° 49′ 44″ nord, 1° 15′ 56″ est |                |                                                               |             | Image manquante Téléverser                                       |
| Chapelle des Jésuites de Limoges                                                   | Limoges                    |         | 45° 49′ 50″ nord, 1° 15′ 43″ est |                |                                                               |             | Chapelle des Jésuites de Limoges                                 |
| Chapelle des Petites Sœurs des Pauvres de Limoges                                  | Limoges                    |         | à géolocaliser                   |                |                                                               |             | Image manquante Téléverser                                       |
| Chapelle du carmel Mont-Notre Dame de Crochat                                      | Limoges                    |         | à géolocaliser                   |                |                                                               |             | Image manquante Téléverser                                       |
| Chapelle du cimetière de Louyat                                                    | Limoges                    |         | à géolocaliser                   |                |                                                               |             | Image manquante Téléverser                                       |
| Chapelle du collège des Jésuites de Limoges                                        | Limoges                    |         | à géolocaliser                   |                |                                                               |             | Image manquante Téléverser                                       |
| Chapelle du couvent des Sœurs de la Visitation de Limoges                          | Limoges                    |         | à géolocaliser                   |                |                                                               |             | Chapelle du couvent des Sœurs de la Visitation de Limoges        |
| Chapelle du grand Séminaire de Limoges                                             | Limoges                    |         | à géolocaliser                   |                |                                                               |             | Image manquante Téléverser                                       |
| Chapelle non consacrée dite de la Règle de Limoges                                 | Limoges                    |         | à géolocaliser                   |                |                                                               |             | Image manquante Téléverser                                       |
| Chapelle Notre-Dame-de-la-Préservation de Limoges                                  | Limoges                    |         | à géolocaliser                   |                |                                                               |             | Image manquante Téléverser                                       |
| Chapelle Notre-Dame-des-Coutures actuelle aumonerie du collège Donzelot de Limoges | Limoges                    |         | à géolocaliser                   |                |                                                               |             | Image manquante Téléverser                                       |
| Chapelle Saint-Alexis de l'hôpital central de Limoges                              | Limoges                    |         | à géolocaliser                   |                |                                                               |             | Image manquante Téléverser                                       |
| Chapelle Saint-Antoine des Papillons de Limoges                                    | Limoges                    |         | à géolocaliser                   |                |                                                               |             | Image manquante Téléverser                                       |
| Chapelle Sainte-Anne de Limoges                                                    | Limoges                    |         | à géolocaliser                   |                |                                                               |             | Image manquante Téléverser                                       |
| Chapelle Saint-Jean-Baptiste de Limoges                                            | Limoges                    |         | 45° 49′ 48″ nord, 1° 13′ 39″ est |                |                                                               |             | Image manquante Téléverser                                       |
| Chapelle Saint-Martial de la Fraternité de la Transfiguration de Limoges           | Limoges                    |         | 45° 49′ 31″ nord, 1° 16′ 00″ est |                |                                                               |             | Image manquante Téléverser                                       |
| Chapelle Saint-Benoît de Limoges                                                   | Limoges                    |         | 45° 49′ 54″ nord, 1° 15′ 35″ est | « PA00100335 » | Classé MH                                                     | 1968        | Image manquante Téléverser                                       |
| Chapelle de la maison de retraite de Magnac-Laval                                  | Magnac-Laval               |         | 46° 13′ 08″ nord, 1° 10′ 27″ est |                |                                                               |             | Image manquante Téléverser                                       |
| Chapelle de Magnac-Laval                                                           | Magnac-Laval               |         | 46° 12′ 56″ nord, 1° 09′ 50″ est |                |                                                               |             | Image manquante Téléverser                                       |
| Chapelle Sainte-Anne de Sainte-Anne (Haute-Vienne)                                 | Mézières-sur-Issoire       |         | 46° 07′ 26″ nord, 0° 55′ 42″ est |                |                                                               |             | Chapelle Sainte-Anne de Sainte-Anne (Haute-Vienne)               |
| Chapelle des morts de Montrol-Sénard                                               | Montrol-Sénard             |         | 46° 01′ 53″ nord, 0° 57′ 41″ est | « PA00100391 » | Classé MH                                                     | 1979        | Chapelle des morts de Montrol-Sénard                             |
| Chapelle des Augustins de Mortemart                                                | Mortemart                  |         | 46° 02′ 26″ nord, 0° 57′ 27″ est |                |                                                               |             | Chapelle des Augustins de Mortemart                              |
| Chapelle du cimetière de Nexon                                                     | Nexon                      |         | 45° 40′ 49″ nord, 1° 11′ 00″ est |                |                                                               |             | Chapelle du cimetière de Nexon                                   |
| Chapelle du château de Nexon                                                       | Nexon                      |         | 45° 40′ 30″ nord, 1° 11′ 10″ est |                |                                                               |             | Chapelle du château de Nexon                                     |
| Chapelle du château de Nieul                                                       | Nieul                      |         | à géolocaliser                   |                |                                                               |             | Chapelle du château de Nieul                                     |
| Chapelle Notre-Dame de Fargeas                                                     | Panazol                    |         | à géolocaliser                   |                |                                                               |             | Image manquante Téléverser                                       |
| Chapelle de Sissac                                                                 | Peyrat-de-Bellac           |         | à géolocaliser                   |                |                                                               |             | Image manquante Téléverser                                       |
| Chapelle de Peyrat-le-Château                                                      | Peyrat-le-Château          |         | à géolocaliser                   |                |                                                               |             | Image manquante Téléverser                                       |
| Chapelle Notre-Dame-de-Par-Delà des Peyronnelles                                   | Pierre-Buffière            |         | 45° 41′ 47″ nord, 1° 20′ 47″ est |                |                                                               |             | Image manquante Téléverser                                       |
| Chapelle Notre-Dame-du-Rocher de Chez Fougeassier                                  | Pierre-Buffière            |         | 45° 40′ 50″ nord, 1° 21′ 34″ est |                |                                                               |             | Image manquante Téléverser                                       |
| Chapelle Saint-Sébastien de Rancon                                                 | Rancon                     |         | à géolocaliser                   |                |                                                               |             | Chapelle Saint-Sébastien de Rancon                               |
| Chapelle Saint-Sulpice de Rancon                                                   | Rancon                     |         | à géolocaliser                   |                |                                                               |             | Image manquante Téléverser                                       |
| Chapelle de Rochechouart                                                           | Rochechouart               |         | à géolocaliser                   |                |                                                               |             | Image manquante Téléverser                                       |
| Chapelle templière de la Bussière-Rapy                                             | Saint-Amand-Magnazeix      |         | 46° 10′ 41″ nord, 1° 23′ 20″ est | « PA00100434 » | Inscrit MH                                                    | 1986        | Image manquante Téléverser                                       |
| Chapelle sanctuaire Notre-Dame-de-la-Paix de Saint-Auvent                          | Saint-Auvent               |         | à géolocaliser                   |                |                                                               |             | Chapelle sanctuaire Notre-Dame-de-la-Paix de Saint-Auvent        |
| Chapelle du château ruiné du château de Bagnac                                     | Saint-Bonnet-de-Bellac     |         | à géolocaliser                   |                |                                                               |             | Image manquante Téléverser                                       |
| Chapelle Saint-Martin de Pont Saint-Martin                                         | Saint-Bonnet-de-Bellac     |         | à géolocaliser                   |                |                                                               |             | Image manquante Téléverser                                       |
| Chapelle Saint-Pardoux de Bezaud                                                   | Saint-Bonnet-de-Bellac     |         | à géolocaliser                   |                |                                                               |             | Image manquante Téléverser                                       |
| Chapelle dite chapelle Berger de la Fabrique                                       | Saint-Brice-sur-Vienne     |         | 45° 56′ 12″ nord, 0° 55′ 18″ est |                |                                                               |             | Image manquante Téléverser                                       |
| Chapelle Notre-Dame-de-Bon-Secours du Mont Gargan                                  | Saint-Gilles-les-Forêts    |         | à géolocaliser                   |                |                                                               |             | Chapelle Notre-Dame-de-Bon-Secours du Mont Gargan                |
| Chapelle Notre-Dame de Saint-Hilaire-les-Places                                    | Saint-Hilaire-les-Places   |         | à géolocaliser                   |                |                                                               |             | Chapelle Notre-Dame de Saint-Hilaire-les-Places                  |
| Chapelle Notre-Dame-du-Pont de Saint-Junien                                        | Saint-Junien               |         | 45° 52′ 48″ nord, 0° 53′ 57″ est | « PA00100453 » | Classé MH                                                     | 1910        | Chapelle Notre-Dame-du-Pont de Saint-Junien                      |
| Chapelle du cimetière de Saint-Junien                                              | Saint-Junien               |         | 45° 53′ 14″ nord, 0° 54′ 18″ est | « PA00132763 » | Inscrit MH                                                    | 1994        | Chapelle du cimetière de Saint-Junien                            |
| Chapelle de Lagudet                                                                | Saint-Junien-les-Combes    |         | à géolocaliser                   |                |                                                               |             | Image manquante Téléverser                                       |
| Chapelle Saint-Eutrope de Saint-Junien-les-Combes                                  | Saint-Junien-les-Combes    |         | à géolocaliser                   |                |                                                               |             | Image manquante Téléverser                                       |
| Chapelle de la Nativité-de-la-Sainte-Vierge de Mounismes                           | Saint-Ouen-sur-Gartempe    |         | 46° 09′ 58″ nord, 1° 05′ 26″ est |                |                                                               |             | Image manquante Téléverser                                       |
| Chapelle de Freyssinet                                                             | Saint-Priest-Ligoure       |         | à géolocaliser                   |                |                                                               |             | Image manquante Téléverser                                       |
| Chapelle Saint-Jean-Baptiste de Grandmont                                          | Saint-Sylvestre            |         | à géolocaliser                   |                |                                                               |             | Image manquante Téléverser                                       |
| Chapelle Saint-Martin de Saint-Symphorien-sur-Couze                                | Saint-Symphorien-sur-Couze |         | 46° 03′ 08″ nord, 1° 12′ 42″ est |                |                                                               |             | Chapelle Saint-Martin de Saint-Symphorien-sur-Couze              |
| Chapelle de Pont-Feuille                                                           | Saint-Vitte-sur-Briance    |         | à géolocaliser                   |                |                                                               |             | Image manquante Téléverser                                       |
| Chapelle de Férignac                                                               | Saint-Yrieix-la-Perche     |         | 45° 28′ 52″ nord, 1° 12′ 45″ est |                |                                                               |             | Image manquante Téléverser                                       |
| Chapelle Saint-Jean de Séreilhac                                                   | Séreilhac                  |         | 45° 28′ 52″ nord, 1° 12′ 45″ est |                |                                                               |             | Image manquante Téléverser                                       |
| Chapelle Sainte-Marie-Madeleine de la Plain                                        | Tersannes                  |         | 46° 18′ 12″ nord, 1° 05′ 38″ est | « PA00100505 » | Classé MH                                                     | 1992        | Chapelle Sainte-Marie-Madeleine de la Plain                      |
| Chapelle Saint-Jean-Baptiste de Bussière-Boffy                                     | Val d'Issoire              |         | 46° 02′ 53″ nord, 0° 51′ 07″ est | « PA00100260 » | Inscrit MH                                                    | 1986        | Chapelle Saint-Jean-Baptiste de Bussière-Boffy                   |
| Chapelle Notre-Dame des Mas                                                        | Vaulry                     |         | 46° 01′ 56″ nord, 1° 04′ 09″ est |                |                                                               |             | Chapelle Notre-Dame des Mas                                      |
| Chapelle de Grand Pagnac                                                           | Verneuil-sur-Vienne        |         | 45° 52′ 16″ nord, 1° 04′ 42″ est |                |                                                               |             | Image manquante Téléverser                                       |
| Chapelle de Verneuil-sur-Vienne                                                    | Verneuil-sur-Vienne        |         | à géolocaliser                   |                |                                                               |             | Image manquante Téléverser                                       |
| Chapelle des Coreix                                                                | Verneuil-sur-Vienne        |         | 45° 51′ 33″ nord, 1° 09′ 13″ est |                |                                                               |             | Image manquante Téléverser                                       |
| Chapelle du château de Villard de Verneuil-sur-Vienne                              | Verneuil-sur-Vienne        |         | à géolocaliser                   |                |                                                               |             | Image manquante Téléverser                                       |
| Chapelle de la Barre                                                               | Veyrac                     |         | 45° 53′ 38″ nord, 1° 02′ 53″ est |                |                                                               |             | Image manquante Téléverser                                       |
| Chapelle du château d'Estivaux                                                     | Veyrac                     |         | 45° 54′ 19″ nord, 1° 05′ 35″ est |                |                                                               |             | Image manquante Téléverser                                       |
| Chapelle du château de la Cosse                                                    | Veyrac                     |         | 45° 52′ 27″ nord, 1° 07′ 39″ est |                |                                                               |             | Image manquante Téléverser                                       |
| Chapelle du château de Combas                                                      | Vicq-sur-Breuilh           |         | 45° 38′ 07″ nord, 1° 23′ 26″ est |                |                                                               |             | Image manquante Téléverser                                       |
| Chapelle du château du Vieux Château                                               | Vicq-sur-Breuilh           |         | 45° 38′ 50″ nord, 1° 23′ 09″ est |                |                                                               |             | Chapelle du château du Vieux Château                             |
| Chapelle du château du Repaire                                                     | Videix                     |         | 45° 46′ 05″ nord, 0° 43′ 26″ est |                |                                                               |             | Image manquante Téléverser                                       |